# Estadio Municipal de La Cisterna
L'Estadio Municipal de La Cisterna est un stade de football situé à Santiago, au Chili. Il est inauguré le 7 septembre 1988. 
Le CD Palestino y joue ses matchs à domicile.